# Ronel van Wyk
Ronel van Wyk (* 19. August 1978 in Bloemfontein) ist eine ehemalige südafrikanische Radrennfahrerin.
Neunmal wurde Ronel van Wyk zwischen 1999 und 2007 südafrikanische Meisterin im Radsport: Dreimal errang sie den nationalen Titel im Straßenrennen und sechsmal im Einzelzeitfahren.
2006 holte van Wyk zwei Silbermedaillen bei Afrikameisterschaften, im Straßenrennen sowie im Einzelzeitfahren. Bei den B-UCI-Bahn-Weltmeisterschaften 2007 in Kapstadt belegte sie im Punktefahren und in der Einerverfolgung jeweils den dritten Platz.